# Machetis
Machetis é um gênero de traça pertencente à família Agonoxenidae.